# Ministerio de Cultura y Patrimonio de Nueva Zelanda
El Ministerio de Cultura y Patrimonio (En Maorí: Te Manatū Taonga) (MCH) es el departamento de servicio público del gobierno de Nueva Zelanda encargado de aconsejar al gobierno sobre políticas y asuntos que afecten a las artes, la cultura, el patrimonio, el deporte y los servicios de comunicación públicos, así como de participar en funciones que mejoren o promuevan esos sectores.
El MCH se fundó en 1999.

## Funciones
El MCH financia otras 17 agencias qué también apoyan estos sectores, vigilan los monumentos de guerra, memoriales y tumbas de guerra y está implicado en muchos proyectos que promueven y documentan la historia de Nueva Zelanda.

### Agencias
- Nueva Zelanda creativa (Consejo de Artes de Nueva Zelanda)
- Comisión de Música de la Nueva Zelanda
- Orquesta de Sinfonía de la Nueva Zelanda
- Ballet de Nueva Zelanda real
- Te Matatini Inc. de sociedad
- Retransmitiendo Autoridad de Estándares
- Comisión de Película de la Nueva Zelanda
- NZ Encima Aire
- Nueva Zelanda radiofónica Internacional
- Confianza de Patrimonio antártico
- Nueva Zelanda de patrimonio
- Museo de Nueva Zelanda Te Papa Tongarewa (Te Papa)
- Ngā Taonga Visión &amp; de sonido
- Pukaki Trust
- Te Māori Manaaki Taonga Trust
- Fármaco Nueva Zelanda de Deporte Libre
- Nueva Zelanda de deporte (Deporte NZ)